# Julius Pohl
Julius Cäsar Pohl (ur. 13 lipca 1830 we Fromborku na Warmii, zm. 9 marca 1909 w Zell am Main) – niemiecki duchowny katolicki, poeta, redaktor, wydawca kalendarzy warmińskich.

## Życiorys

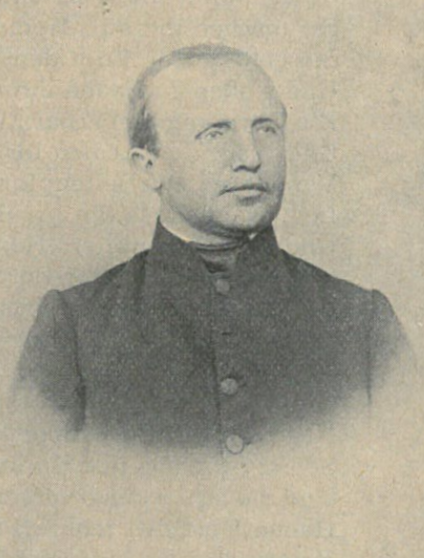
Julius Pohl jako młody kapłan w Elblągu

Julius Pohl urodził się we Fromborku jako pierwszy syn w rodzinie Josepha Bernharda Pohla i Gertrud Mathilde z domu Diegner. Jego ojciec, mistrz garbarski, również urodził się we Fromborku, matka zaś pochodziła z Tolkmicka. W młodym wieku służył jako ministrant we Fromborku. Od 1842 pobierał naukę w gimnazjum w Braniewie. Od 1854 studiował teologię w Liceum Hosianum i został wyświęcony na kapłana w lipcu 1857. Następnie pracował jako wikariusz w parafiach diecezji warmińskiej, m.in. w Migajnach i Elblągu. Otrzymał stypendium Fundacji im. Jana Preucka („Stypendium Preuckianum”) kapituły katedralnej we Fromborku, umożliwiające warmińskim teologom studiowanie w Rzymie. W Rzymie studiował od jesieni 1861 do lata 1862. Po powrocie na Warmię w 1863 został mianowany wikariuszem katedralnym katedry we Fromborku. Jednocześnie pracował jako sekretarz biskupi oraz przez 10 lat jako sekretarz miejscowej kapituły katedralnej. W 1881 został mianowany kanonikiem katedralnym we Fromborku.
Od roku 1863 Julius Pohl wydawał „Ermländischer Hauskalender“, do którego większość treści pisał sam. Był także współzałożycielem Ermländische Zeitung w 1871 roku, którą następnie redagował do 1878 roku. Ermländische Zeitung zajmowała przeciętnie cztery kolumny druku o stałej szerokości 26 cm i wysokości 38,5 cm powierzchni druku każdego numeru gazety. Sobotnie wydanie miało przeważnie stały, dwukolumnowy dodatek, którego treścią były głównie reklamy i ogłoszenia. W latach 1921–1939 do gazety ukazywał się specjalny dodatek miesięczny Unsere Ermländische Heimat redagowany przez historyka Franza Buchholza, inne dodatki to m.in. St. Adalbertsblatt, Ratgeber für Land- und Hauswirtschaft, Handel und Gewerbe. Gazetę drukowano pierwotnie, podobnie jak Braunsberger Wochenblatt, w drukarni Heynesche Buchdruckerei. Jednak sukces nowej gazety spowodował, że ks. Julius Pohl zdecydował się w 1875 roku na własne ryzyko zakupić budynek na własną drukarnię przy Neustädtische Marktstraße 53 (współcześnie ul. Kościuszki).
Kanonik Pohl po udarach mózgu w 1902 w Bad Cudowa i ponownie w 1906 w klasztorze Braci Miłosierdzia we Wrocławiu, przeniósł się do St. Norberiusheim w Zell am Main w Bawarii, gdzie 26 lipca 1907 obchodził złoty jubileusz kapłański.

## Upamiętnienie
W lipcu 1930, z okazji 100. rocznicy urodzin Juliusa Pohla, został przy katedrze we Fromborku odsłonięty kamień pamiątkowy, po wojnie niezachowany.

## Publikacje
- Jubelgold. Kränze um die Tiara. Mit Porträt des Hl. Vaters Leo XIII. Verlag Ferdinand Schöningh(inne języki), Paderborn 1892. → cztery wydania do roku 1903.
- Bernsteinperlen zum Schmucke der ermländisch-kölnischen Jubelmitra. Verlag Ferdinand Schöningh, Paderborn 1893. → Neue Ausgabe: Bernsteinperlen vom Haffesstrand für König, Heimat, Vaterland. 1895.
- Vaterland und Königshaus. Deutsche Weisen. Verlag F. W. Cordier, Heilgenstadt 1895.
- Veilchen und Vergißmeinnicht für gute Kinder und fromme Mütter. Ein Bilderbuch mit Reimen und Gedichten. Verlag F. W. Cordier, Heilgenstadt 1896.
- Immortellen. Gedichte. Verlag Emil Bender, Braunsberg 1899.
- Zwischen Guttstadt und Heilsberg. Landschaftliche Skizze. Zum Jubiläum der Süßenberger Kirche. (mit Zeichnungen von Sr. M. Brigitta / Eva Neumann und Nachwort von Hans Poschmann), Selbstverlag Lemke-Poschmann-Werr, Kevelaer 1994.